# Грант, Розмари
Розмари Грант (B. (Barbara) Rosemary Grant; род. 8 октября 1936, Арнсайд, Великобритания) — британский биолог-эволюционист. Доктор философии (1985), эмерит-профессор Принстона, член Лондонского королевского общества, НАН США, Канадского королевского общества, Американского философского общества (2010).
Обучалась в Эдинбургском университете (получила степень бакалавра наук с отличием в 1960 году). Степень доктора философии по эволюционной биологии получила в Уппсальском университете в 1985 году. Являлась старшим научным сотрудником в звании профессора кафедры экологии и эволюции Принстонского университета, ныне эмерит. Член Лондонского Линнеевского общества и Американской академии искусств и наук (1997). Почетный пожизненный член American Society of Naturalists.
Автор книги «How and Why Species Multiply» (Princeton University Press, 2008).
Супруг Питер Грант — также биолог-эволюционист, её коллега.

## Награды
- Leidy Award[англ.] (1994)
- E. O. Wilson Naturalist Award, American Society of Naturalists[англ.] (1998)
- Медаль Дарвина Лондонского королевского общества (2002)
- AIBS[англ.] Distinguished Scientist Award (2005)[4]
- Премия Бальцана (2005)
- Медаль Дарвина — Уоллеса Лондонского Линнеевского общества (2008)
- Премия Киото (2009)
- Медаль Брюстера (2015)
- Королевская медаль Лондонского королевского общества (2017)
- BBVA Foundation Frontiers of Knowledge Award (2017)